# キチョハナカンシャ
キチョハナカンシャとは、日本に存在した女性アイドルグループの名称。

## 概要
2015年10月30日より活動。就職活動をモチーフとしたグループである。メンバー全員が就職活動の最中の女子大生であり、志望企業から内定の出たメンバーから順に脱退していくというシステムで始まった。イベントなどではリクルートスーツを着てパフォーマンスをしていた。
グループ名の由来は、就職活動の説明会において学生が言う決まりとなっている「貴重なお話ありがとうございました」を略した言葉で、2013年あたりからSNSを中心に使われ始めた。
2015年度、2016年度のメンバーは大学院に進学を除けば全員が就職した。

## メンバー

### 1期生
| 名前   | 志望業界                           | 座右の銘                   |
| ------ | ---------------------------------- | -------------------------- |
| あみ   | Webデザイナー                      | 言葉が変われば全てが変わる |
| ともえ | 模索中(IT業界に興味あり)           | 感謝と忖度                 |
| まりか | 客室乗務員、人に笑顔を与える仕事。 | 我唯足知                   |
| さや   | アナウンサー                       | 切磋琢磨                   |
| ゆり   | 広告                               | 一期一会                   |
| なつみ | 化粧品メーカー                     |                            |
| ななほ | 広告、マスコミ                     |                            |
| りか   |                                    |                            |

2015年12月に、新メンバーとして、なつみ、ななほ、りかの3人が加わる。
2016年2月、あみが脱退。
2016年8月、全員が卒業。

### 2期生
二期生は、2018年卒業予定の大学生7名。
| 名前   | 出身地   | 学部 学科                 | 志望業界        | 座右の銘 |
| ------ | -------- | ------------------------- | --------------- | --- |
| あい   | 埼玉県   | 言語文化学部 言語文化学科 | 教育            | "The Pursuit of opportunity beyond the resources you currently Control"- Howard H. Stevenson "The people who are crazy enough to think they can change the world, are the ones who do." — Steve Jobs |
| なみき | 兵庫県   | 文学部 フランス文学科     | エンタメ、 航空 | 一期一会 |
| なな   | 福岡県   | 商学部                    | メーカー、 航空 | 堂々と、謙虚に |
| るな   | 神奈川県 | 文学部 英語英米文学科     | マスコミ        | 気取らず、飾らず、前向きに |
| みずき | 神奈川県 | 社会情報学部              | 広告、 メーカー | 後悔しない毎日を過ごす |
| みく   | 福岡県   | 法学部 法律学科           | 広告、 商社     | 努力 感謝 笑顔 |
| 晴美子 | 千葉県   | 経済学研究科              | 未定            | 為せば成る 成さねば成らぬ何事も |

2016年11月3日(木)、「GIRLS STARGATE NEXT Vol.76」＠渋谷TSUTAYA O-nestで、2期生は初ライブを行った。
2017年12月、5名が卒業。それ以前に、2名は脱退したとみられる。

### 3期生
- ゆな
- あやの
- みりあ
- わかな
- りょうこ

2017年6月、2期生による新曲『シュガーレスビターガール』とともに、3期生が初お披露目。
2017年7月25日、赤坂BRITZでのH.I.S.アイドルドリームプロジェクトに出演し、3期生が初ライブを行った。
2019年1月、3期生5名が卒業。

### 4期生
- なつめ(なつぴなつ) - 東京大学大学院。愛知県出身。
- おはる - 美大生。
- もも - 早稲田大学。福島県出身。身長171cm。
- えみり
- まお

2018年10月20日(土)、『AKIBA GIRLS MEETING!!』＠秋葉原Twinbox GARAGEで、4期生4名が初ライブを行った。
2018年11月、えみりが加入。
2019年2月17日から、メンバーが曜日別にnoteを投稿。
2019年9月を最後にTwitterの公式アカウントが投稿を停止。

## 楽曲
- 『すすめっ！就活ガール』(作詞者:山崎龍、作曲者:浅倉成章) - 2015年10月28日MV公開[8]。
- 『ぶっちゃけリクラブ』 - 2016年2月19日[9]
- 『シュガーレスビターガール』(作詞:夏生さえり) - 2017年6月、2期生が新曲として披露[10][11][12]。
- 『就活#MeToo』(ディレクター:廣田正興) - 2018年3月1日(就活解禁日)。3期生。

## 活動実績
- はやドキ![13]
- Nスタ[13]
- クロノス[13]
- 2017年6月、東京リクルートフェスティバル。
- 映画『40万分の1』 - あやの、みりあ、ゆなが少し出演。2018年3月、先行試写会で新曲初披露。